# Alphonse Brot
Charles Alphonse Brot (Parigi, 12 aprile 1807 – Parigi, 3 gennaio 1895) è stato un drammaturgo francese.

## Biografia
Charles Alphonse Brot nacque il 12 aprile 1807 a Parigi. Studiò presso il Lycee Bonaparte (ora il Lycée Condorcet), nel IX arrondissement di Parigi. Brot divenne membro del gruppo letterario romantico Les Jeunes-France, talvolta chiamato les Bouzingos, che includeva Théophile Gautier, Gérard de Nerval, Jules Vabre, Petrus Borel, Philothée O'Neddy, Augustus McKeat, Aloysius Bertrand, Joseph Bouchardy, Louis Boulanger, Achille Devéria, Eugène Devéria, Célestin Nanteuil e Jehan de Seigneur. Ha scritto molti drammi ben accolti.
Brot e Antony Béraud erano co-registi dal 1840 al 1842 del Théâtre de l'Ambigu-Comique sul Boulevard St-Martin di Parigi. Il 7 gennaio 1847 Brot sposò Eugénie Girault-Duvivier. Dal 1848 al 1872 lavorò con il Ministero dell'Interno come capo dell'ufficio di stampa e di vendita di libri. Brot gli fu data la Legione d'Onore il 15 agosto 1864.

## Opere

### Poesie
- Chants d’Amour (1829) Ladvocat, Paris + L. Janet, Paris

### Romanzi
- Une Aventure de Shakespeare.
- Ainsi soit-il, Sylvestre Fils, Paris, 1833.
- Priez pour elles, Sylvestre Fils, Paris, 1833.
- Entre Onze heures et Minuit, Hippolyte souverain, Paris, 1833.
- La Tour de Londres, A. Labot et C. Lelong, Paris, 1835.
- Jane Grey, Hippolyte souverain, Paris, 1835.
- Carl Sand, Hippolyte souverain, Paris, 1836.
- Folles amours, Hippolyte souverain, Paris, 1836.
- La chute des feuilles, Hippolyte souverain, Paris, 1837.
- Seule au monde, Hippolyte souverain, Paris, 1838.
- La Comtesse aux trois galants, Hippolyte souverain, Paris, 1839.
- La nuit terrible, Hippolyte souverain, Paris, 1840.
- Soirée aux aventures, Hippolyte souverain, Paris, 1840.
- Les secrets de famille, Hippolyte souverain, Paris, 1841.
- Le marchand d’Habits, 1841.
- Les Mystères de Province, Hippolyte souverain, Paris, 1843.
- Le bord de l’eau, Hippolyte souverain, Paris, 1844.
- La Sirène de Paris, Hippolyte souverain, Paris, 1845.
- Les couvents, J. Mallet et Cie, Paris, 1846.
- Le Médecin du Cœur, Hippolyte souverain, Paris, 1846.
- Réveille-Matin, Hippolyte souverain, Paris, 1847.
- La terre promise, Hippolyte souverain, Paris, 1849.
- La place des Terreaux, Hippolyte souverain, Paris, 1852.
- Deux Coups de tonnerre, Hippolyte souverain, Paris, 1853.
- Un nouveau roman, Hippolyte souverain, Paris, 1853.
- Une soirée d’hiver, Louis Chappe, Paris [2], 1857.
- Les Deux Péchés, Louis Chappe, Paris, 1857.
- La Sirène de Paris, Lécrivain et Toubon, Paris, 1860.
- La Terre promise, Lécrivain et Toubon, Paris, 1861.
- Le Bourreau du roi, 1862.
- Sur la Tombe de Mademoiselle Toche, 1862.
- La Cousine du roi, A. Faure, Paris, 1866.
- Les espions, Moniteur Universel, Paris, 1874.
- Miss Million, Jules Rouff, Paris, 1880.
- Les nuits terribles, Jules Rouff, Paris, 1880.
- Les Compagnons de l’Arche, Jules Rouff, Paris, 1881.
- La déesse raison, Dentu, Paris, 1881.
- Une réparation, 1881.
- Heureuse comme une reine, 1881.

### Drammi
- Juliette, Marchant, Paris, 1834.
- Les Enfans du fermier, Nobis, Paris, 1837.
- Alix ou les Deux Mères, J-N Barba + Delloye + Bezou, Paris, 1838.
- Edith ou la Veuve de Southampton, J Marchant, Paris, 1840.
- La Lescombat, Marchant, Paris, 1841.
- Le marchand d’Habits, 1841.
- Les Brigands de la Loire, 1842.
- L’Auberge de la Madone, J Marchant, Paris, 1842.
- La tour de Londres, J Marchant, Paris, 1855.
- Jane Grey, J Marchant, Paris, 1856.
- La Marnière des Saules, J Marchant, Paris, 1858.
- Le Testament d’Elisabeth, J Marchant, Paris, 1867.
- Le Gendre du colonel, J Marchant, Paris, 1872.
- Le Spadassin.
- Un Amour fatal.
- Gaëtan il marmonne.

### Vaudevilles
- Les Dettes criardes, 1842.
- Les Exploits de César, Beck, Paris, 1855.
- Le Meurtrier de Théodore, Michel Levy Frères, Paris, 1865.
- Le Capitaine Clair-de-Lune.
- La Veuve Loustalot.
- Paris la nuit.